# Araneus granadensis
Araneus granadensis là một loài nhện trong họ Araneidae.
Loài này thuộc chi Araneus. Araneus granadensis được Eugen von Keyserling miêu tả năm 1864.